# Municipio de Elin Pelin
El municipio de Elin Pelin (búlgaro: Община Елин Пелин) es un municipio búlgaro perteneciente a la provincia de Sofía. Se ubica en el centro de la provincia, justo al este de la provincia de Sofía-Ciudad.

## Demografía
En 2011 tiene 22 841 habitantes, de los cuales el 80,89% son búlgaros y el 2,43% gitanos. El 16,01% de la población no quiso responder a la pregunta sobre la etnia en el censo; esto puede deberse en parte a que este municipio es una de las áreas búlgaras donde mejor se ha conservado la cultura de los shopis, un subgrupo de los búlgaros cuya cultura se conserva mejor en los alrededores de Sofía. Su capital es Elin Pelin, donde vive la tercera parte de la población municipal.

## Localidades
Además de la capital municipal Elin Pelin, hay 18 pueblos en el municipio:
| - Bogdanlia - Gabra - Golema Rakovitsa - Grigorevo - Doganovo - Eleshnitsa - Elin Pelin - Karapoltsi - Krushovitsa | - Lesnovo - Musachevo - Novi Jan - Ognianovo - Petkovo - Potop - Ravno Pole - Stolnik - Churek |